# Betty Lynn
Betty Lynn, nata Elizabeth Ann Theresa Lynn (Kansas City, 29 agosto 1926 – Mount Airy, 16 ottobre 2021), è stata un'attrice statunitense.

## Filmografia parziale

### Cinema
- Amore sotto i tetti (Apartment for Peggy), regia di George Seaton (1948)
- Governante rubacuori (Sitting Pretty), regia di Walter Lang (1948)
- Vorrei sposare (June Bride), regia di Bretaigne Windust (1948)
- L'adorabile intrusa (Mother Is a Freshman), regia di Lloyd Bacon (1949)
- Father Was a Fullback, regia di John M. Stahl (1949)
- Dodici lo chiamano papà (Cheaper by the Dozen), regia di Walter Lang (1950)
- L'ambiziosa (Payment on Demand), regia di Curtis Bernhardt (1951)
- Donne... dadi... denaro! (Meet Me in Las Vegas), regia di Roy Rowland (1956)
- Una pistola per un vile (Gun for a Coward), regia di Abner Biberman (1957)
- Il boia (The Hangman), regia di Michael Curtiz (1959)

### Televisione
- Schlitz Playhouse of Stars – serie TV, 3 episodi (1951-1955)
- Fireside Theatre – serie TV, 3 episodi (1954-1955)
- Matinee Theatre – serie TV, 8 episodi (1956-1957)
- Bronco – serie TV, episodio 1x09 (1959)
- Tales of Wells Fargo – serie TV, episodio 3x38 (1959)
- Sugarfoot – serie TV, episodi 2x14-2x16 (1959)
- Il magnifico King (National Velvet) – serie TV, episodio 1x08 (1960)
- The Andy Griffith Show – serie TV, 26 episodi (1961-1966)
- Tre nipoti e un maggiordomo (Family Affair) – serie TV, 4 episodi (1966-1968)
- Disneyland – serie TV, 11 episodi (1959-1970)
- Io e i miei tre figli (My Three Sons) – serie TV, 7 episodi (1967-1971)
- Matlock – serie TV, 4 episodi (1986)